# 18 de Julio-Pueblo Nuevo
18 de Julio-Pueblo Nuevo también conocida simplemente como 18 de Julio es una localidad uruguaya del departamento de San José.

## Ubicación
La localidad se encuentra situada en la zona centro-este del departamento de San José, al oeste del río Santa Lucía (límite con el departamento de Canelones), junto a la ruta 11 en su km 79.

## Población
La localidad cuenta con una población de 469 habitantes, según el censo del año 2011.
| 390           | 396 | 485 | 471 | 433 | 469 |
| (Fuente: INE) |     |     |     |     |     |